# Oslobođenje Drežnikgrada
Oslobođenje Drežnikgrada, dvodnevna vojna operacija koju su poduzele postrojbe habsburške vojske protiv turskih snaga koje su bile smještene u utvrdi Stari grad Drežnik, a kojom je ista vraćena u sastav Hrvatskoga Kraljevstva. Operacija, kojom je zapovijedao pukovnik Daniel Peharnik pl. Hotković, započela je 10. veljače, a završila 12. veljače 1788. godine.

## Povijesna pozadina
Stari grad Drežnik pao je u turske ruke 1592. godine i bio je, uz Bihać, jedan od posljednjih hrvatskih gradova ili  utvrda koje su muslimanski osvajači s istoka okupirali, jer je nakon toga njihovo napredovanje bilo zaustavljeno. Osim jednog kratkog razdoblja koncem 17. stoljeća, kad je bio oslobođen, Drežnik je dugo vremena, sve do pred kraj 18. stoljeća, bio važno granično osmansko uporište.
Početkom 1788. godine kralj i car Josip II. Habsburški objavio je turskom sultanu rat, pridruživši se ruskoj carici Katarini II., koja je prethodne godine napravila isto. Tako je izbio 6. Habsburško-turski rat (1788. - 1791.) na čijem je početku velika postrojba habsburške vojske, koja je bila u sastavu Hrvatskoga armijskog korpusa (njem. Kroatisches Armeekorps), na čelu koje je bio Daniel Peharnik pl. Hotković, pukovnik 3. (Ogulinske) graničarske pukovnije, prešla ondašnju hrvatsko-tursku granicu i 10. veljače 1788. počela opsjedati drežničku utvrdu.

## Opsada
Stari vojni izvori navode da je pukovnik Peharnik pl. Hotković došao pred tursko uporište „s osam pješačkih satnija, serežanima (graničarima) i četirima haubicama, od kojih su dvije bile od tri, jedna od šest i jedna od sedam funti“. Pukovnik je odmah po dolasku poslao svoga sina da se približi utvrdi i od zapovjednika zatraži predaju, ali su Turci odgovorili puščanom paljbom pri čemu je taj mladi vojnik stradao. Nakon toga pukovnik je naredio topovsku paljbu po Drežnikgradu, a uskoro je prekinut i dovod pitke vode u utvrdu.
Opsada je uz stalnu topovsku vatru trajala dva dana, a onda se osmanska posada odlučila predati i položiti oružje. Vojska Peharnika pl. Hotkovića ušla je u utvrdu i zarobila njezine osmanske branitelje. O podrobnostima opsade nema puno dostupnih izvora podataka. Neki izvori govore da je tada zarobljeno 178 Turaka, a da su pukovniku Peharniku pri zauzeću utvrde najviše su pomogli njegovi kapetani Tomljenović i Mamula.

## Nakon oslobođenja
Utvrda je po oslobođenju od Turaka služila za vojne potrebe. Nedaleko istoimeno naselje je obnovljeno i u njega su se naselili stanovnici s područja Otočke i Ogulinske pukovnije. Turci se nisu pomirili s gubitkom važnog graničnog uporišta pa su ga ubrzo pokušali ponovno zauzeti, ali bez uspjeha. Dana 4. kolovoza 1791. sklopljen je Svištovski mir kojim je završen Habsburško-turski rat pa se situacija na tom dijelu pograničnog područja smirila. Iste je godine Peharnik-Hotković, u međuvremenu postavši general-bojnik, dobio plemićki naslov baruna.
Vojna uprava Drežnikgrada postojala je do 1866., a tada je utvrda prodana u privatne ruke. Uskoro je novi vlasnik započeo njezino rušenje, a kamen koji ju je prije tvorio bio je prodavan kao građevni materijal za kuće koje su se u to vrijeme gradile u okolici. S vremenom su od utvrde ostale samo ruševine. Unatrag nekoliko zadnjih godina prišlo se njezinoj obnovi, pa su rekonstruirani visoka okrugla branič-kula i dio zidina.